# Punta Pirámide (Malvinas)
La punta Pirámide (en inglés: Pyramid Point) es un cabo ubicado en la costa este de la isla Soledad del archipiélago de las Malvinas, que según la Organización de las Naciones Unidas (ONU), está en litigio de soberanía entre el Reino Unido, quien la administra como parte del territorio británico de ultramar de las Malvinas, y la Argentina, quien reclama su devolución, y la integra en el departamento Islas del Atlántico Sur de la provincia de Tierra del Fuego, Antártida e Islas del Atlántico Sur.
Este cabo marca el punto sur del seno Choiseul. Se encuentra entre la caleta Pirámide y la caleta Foca, al norte de la ensenada de Luisa y al frente de la Punta Enderby de la isla Bougainville.